# Le Club des monstres
Pour plus de détails, voir Fiche technique et Distribution.
Le Club des monstres (The Monster Club) est un film d'horreur britannique réalisé par Roy Ward Baker, sorti en 1981. 
Le film met en vedette Vincent Price et John Carradine. Ce dernier interprète le rôle d'un personnage réel, l'auteur de romans d'horreur Ronald Chetwynd-Hayes.

## Synopsis
Un auteur britannique de romans d'horreur est approché par un vampire nommé Eramus, qui lui boit un peu de son sang. Pour le remercier de cette petite « donation », il l'invite à son « Club des monstres » où les vampires, loups-garous, et autres créatures surnaturelles du tout Londres viennent se divertir. Eramus, qui voue une admiration à l'auteur, lui raconte trois histoires de créatures de la nuit qui pourraient l'inspirer dans ses prochains écrits, tout en regardant les spectacles divers montrés par le Club. 
Dans la première histoire, une créature hybride, nommée le Shadmock, tue ses victimes en sifflant. Dans la seconde, une paisible famille de vampires est attaquée par des chasseurs qui sont à la recherche du père depuis des années. Dans la troisième, un réalisateur de films d'horreur, parti à la recherche d'un village devant servir de décor pour son prochain film, tombe sur un patelin habité par des goules mangeuses de chair humaine. 
À la fin du film, Eramus demande aux autres membres du Club que l'auteur devienne le premier humain membre honoraire de leur association, ce qui est vite accepté.

## Fiche technique
- Réalisateur : Roy Ward Baker
- Scénario : Edward Abraham et Valerie Abraham d'après un roman de Ronald Chetwynd-Hayes
- Musique : Douglas Gamley (section Shadmock), John Georgiadis (section Vampire) et Alan Hawkshaw (section Goule)
- Photographie : Peter Jessop
- Montage : Peter Tanner
- Production: Milton Subotsky
- Sociétés de production: Chips Productions et Sword & Sorcery
- Pays :  Royaume-Uni
- Durée : 97 minutes
- Langue : Anglais
- Format : Couleur
- Date de sortie : 27 mai 1981

## Distribution
- Vincent Price : (VF : Jean Berger) Eramus
- John Carradine : (VF : René Bériard) Ronald Chetwyn-Hayes
- Anthony Steel : Linton Busotsky
- Barbara Kellerman : Angela
- Simon Ward : George
- James Laurenson : le Shadmock
- Donald Pleasence : Pickering
- Richard Johnson : (VF : Daniel Gall) Le père de Busotsky
- Britt Ekland : la mère de Busotsky
- Warren Saire : Busotsky enfant
- Stuart Whitman : Sam
- Lesley Dunlop : Luna la Humgoo
- Patrick Magee : le père de Luna
- Prentis Hancock : un policier
- Geoffrey Bayldon : le psychiatre

## Autour du film
- Malgré une longue carrière dans les films d'horreur, il s'agit du seul film de Vincent Price où il interprète un vampire.
- John Carradine était le deuxième choix des producteurs pour interpréter le rôle de Hayes. De même, Vincent Price fut le deuxième choix pour le rôle d'Eramus.
- Les chansons entendues dans le Club sont Monster Rule O.K. par The Viewers, Sucker for your love par B. A. Robertson, The Stripper par Stevie Vann et son groupe Night, et Monster Club par The Pretty Things. On peut également entendre 25 Per cent par UB 40 mais ce groupe n'apparait pas dans le film.